# Europese auto in 1925
Dit artikel geeft een overzicht van alle Europese personenwagens geproduceerd in 1925 door een significante autoconstructeur. De auto's staan alfabetisch gerangschikt per merk. Hier staan enkel Europese merken, ongeacht of ze eigendom zijn van een niet-Europees concern. Ook gaat het om constructeurs die algemeen bekend zijn met auto's die algemeen voor het publiek verkrijgbaar zijn. 
| Adler |                  | concern:        | Onafhankelijk |
| Adler | divisie:         |                 |               |
| Adler | merk:            | Adler Duitsland |               |
| Adler | model:           | 10/50           |               |
| Adler | einde productie: | 1930            |               |
| Adler | productieaantal: | ?               |               |

| Amilcar |                  | concern:          | Onafhankelijk |
| Amilcar | divisie:         |                   |               |
| Amilcar | merk:            | Amilcar Frankrijk |               |
| Amilcar | model:           | CS CGS            |               |
| Amilcar | einde productie: | 1928/1929         |               |
| Amilcar | productieaantal: | ?                 |               |

| Buchet |                  | concern:         | Onafhankelijk |
| Buchet | divisie:         |                  |               |
| Buchet | merk:            | Buchet Frankrijk |               |
| Buchet | model:           | B5               |               |
| Buchet | einde productie: | 1925             |               |
| Buchet | productieaantal: | ?                |               |

| Citroën |                  | concern:          | Onafhankelijk |
| Citroën | divisie:         |                   |               |
| Citroën | merk:            | Citroën Frankrijk |               |
| Citroën | model:           | C3                |               |
| Citroën | einde productie: | 1926              |               |
| Citroën | productieaantal: | 80.759            |               |

| Citroën |                  | concern:          | Onafhankelijk |
| Citroën | divisie:         |                   |               |
| Citroën | merk:            | Citroën Frankrijk |               |
| Citroën | model:           | B10               |               |
| Citroën | einde productie: | 1925              |               |
| Citroën | productieaantal: | 27.750            |               |

| Citroën |                  | concern:          | Onafhankelijk |
| Citroën | divisie:         |                   |               |
| Citroën | merk:            | Citroën Frankrijk |               |
| Citroën | model:           | B12               |               |
| Citroën | einde productie: | 1926              |               |
| Citroën | productieaantal: | 38.381            |               |

| FIAT |                  | concern:    | Onafhankelijk |
| FIAT | divisie:         |             |               |
| FIAT | merk:            | FIAT Italië |               |
| FIAT | model:           | 509 -/S     |               |
| FIAT | einde productie: | 1929/1928   |               |
| FIAT | productieaantal: | ?           |               |

| Panhard |                  | concern:          | Onafhankelijk |
| Panhard | divisie:         |                   |               |
| Panhard | merk:            | Panhard Frankrijk |               |
| Panhard | model:           | X41               |               |
| Panhard | einde productie: | 1925              |               |
| Panhard | productieaantal: | ?                 |               |

| Peugeot |                  | concern:          | Onafhankelijk |
| Peugeot | divisie:         |                   |               |
| Peugeot | merk:            | Peugeot Frankrijk |               |
| Peugeot | model:           | 176               |               |
| Peugeot | einde productie: | 1930              |               |
| Peugeot | productieaantal: | 1512              |               |

| Peugeot |                  | concern:          | Onafhankelijk |
| Peugeot | divisie:         |                   |               |
| Peugeot | merk:            | Peugeot Frankrijk |               |
| Peugeot | model:           | 181 -/B           |               |
| Peugeot | einde productie: | 1928              |               |
| Peugeot | productieaantal: | 9259              |               |

| Protos |                  | concern:         | Onafhankelijk |
| Protos | divisie:         |                  |               |
| Protos | merk:            | Protos Duitsland |               |
| Protos | model:           | Type C           |               |
| Protos | einde productie: | 1926             |               |
| Protos | productieaantal: | ?                |               |

| Renault |                  | concern:          | Onafhankelijk |
| Renault | divisie:         |                   |               |
| Renault | merk:            | Renault Frankrijk |               |
| Renault | model:           | NN                |               |
| Renault | einde productie: | 1927              |               |
| Renault | productieaantal: | ?                 |               |

| Renault |                  | concern:          | Onafhankelijk |
| Renault | divisie:         |                   |               |
| Renault | merk:            | Renault Frankrijk |               |
| Renault | model:           | NO NE             |               |
| Renault | einde productie: | 1926              |               |
| Renault | productieaantal: | ?                 |               |

| Rolls-Royce Limited |                  | concern:                                | Onafhankelijk |
| Rolls-Royce Limited | divisie:         |                                         |               |
| Rolls-Royce Limited | merk:            | Rolls-Royce Limited Verenigd Koninkrijk |               |
| Rolls-Royce Limited | model:           | Phantom I                               |               |
| Rolls-Royce Limited | einde productie: | 1928                                    |               |
| Rolls-Royce Limited | productieaantal: | 3512                                    |               |

| SARA |                  | concern:       | Onafhankelijk |
| SARA | divisie:         |                |               |
| SARA | merk:            | SARA Frankrijk |               |
| SARA | model:           | BE/SM          |               |
| SARA | einde productie: | 1927           |               |
| SARA | productieaantal: | ?              |               |

| Sima-Violet |                  | concern:              | Onafhankelijk |
| Sima-Violet | divisie:         |                       |               |
| Sima-Violet | merk:            | Sima-Violet Frankrijk |               |
| Sima-Violet | model:           | 500                   |               |
| Sima-Violet | einde productie: | 1929                  |               |
| Sima-Violet | productieaantal: | ?                     |               |

| Sizaire-Berwick |                  | concern:                  | Onafhankelijk |
| Sizaire-Berwick | divisie:         |                           |               |
| Sizaire-Berwick | merk:            | Sizaire-Berwick Frankrijk |               |
| Sizaire-Berwick | model:           | 25CV                      |               |
| Sizaire-Berwick | einde productie: | 1925                      |               |
| Sizaire-Berwick | productieaantal: | ?                         |               |

| Sunbeam |                  | concern:                    | Sunbeam-Talbot-Darracq Frankrijk |
| Sunbeam | divisie:         |                             |                                  |
| Sunbeam | merk:            | Sunbeam Verenigd Koninkrijk |                                  |
| Sunbeam | model:           | Super Sport 3 litres        |                                  |
| Sunbeam | einde productie: | 1930                        |                                  |
| Sunbeam | productieaantal: | 315                         |                                  |

| Tatra |                  | concern:                | Onafhankelijk |
| Tatra | divisie:         |                         |               |
| Tatra | merk:            | Tatra Tsjecho-Slowakije |               |
| Tatra | model:           | T17                     |               |
| Tatra | einde productie: | 1928                    |               |
| Tatra | productieaantal: | ?                       |               |

| Voisin |                  | concern:         | Onafhankelijk |
| Voisin | divisie:         |                  |               |
| Voisin | merk:            | Voisin Frankrijk |               |
| Voisin | model:           | C7               |               |
| Voisin | einde productie: | 1928             |               |
| Voisin | productieaantal: | ?                |               |